# Vilhenense Esportivo Clube
O Vilhenense Esportivo Clube foi um clube futebolístico brasileiro fundado em 10 de outubro de 2017 sediado na cidade de Vilhena, no estado de Rondônia. Foi campeão estadual da primeira divisão no ano de 2019 e campeão da segunda divisão em 2022. Em 21 de outubro de 2023, o clube anunciou o encerramento de suas atividades, devido a falta de apoio público e privado, além do desgaste do presidente e fundador do clube, Waldir Kurtz.

## História
O clube foi idealizado em outubro de 2017, pelo empresário Waldir Kurtz, também patrocinador do Vilhena EC. O Vilhenense já havia interesse na disputa do estadual do ano seguinte, estabelecendo parcerias com empresas especializadas em gerenciamento esportivo e fornecimento de uniformes. O Vilhenense fez sua estreia no futebol profissional no Campeonato Rondoniense de 2018. No primeiro turno do campeonato, o Vilhenense terminou na liderança, pois, em 7 jogos, ganhou 4, empatou 2 e perdeu apenas 1, sagrando-se campeão do primeiro turno e garantindo uma vaga nas semifinais do campeonato. No segundo turno, a equipe ficou em 5° lugar. Nas semifinais, a equipe enfrentou o Barcelona de Vilhena, perdendo por 2x1 no jogo de ida e empatando por 1x1 no jogo de volta, sendo assim eliminada, ficando em 4° lugar na classificação geral. O clube foi oferecido uma vaga na Copa Verde de 2019, mas recusou a participação.
O ano de 2019 foi o melhor da história do Vilhenense. Na primeira fase do Campeonato Rondoniense de 2019, agora dividida em 2 grupos, o Vilhenense ficou no grupo B, junto de Ji-Paraná, Guaporé, União Cacoalense, e Barcelona de Vilhena. Em 8 jogos, a equipe venceu 6, empatou 1 e perdeu 1, terminando na liderança do grupo e garantindo uma vaga nas semifinais do campeonato. Nas semifinais, o Vilhenense enfrentou o Porto Velho, empatando por 1x1 no jogo de ida (no Aluizão) e ganhando por 3x1 no jogo de volta, classificando-se para a final do campeonato. Na final, o Vilhenense enfrentou o Ji-Paraná. No jogo de ida, no Biancão, o Vilhenense conseguiu uma vitória de 1x0, levando a vantagem para o jogo de volta. No jogo de volta, em Vilhena, o Vilhenense empatou por 1x1, se consagrando campeão rondoniense pela primeira vez, sendo classificado para a Copa do Brasil e Série D.
Em 2020 a equipe disputou a Copa do Brasil de 2020 enfrentando na primeira fase o Boa Esporte, empatando por 1x1 e sendo assim eliminado (na primeira fase, o time de casa, se empatar, é eliminado). Já no Campeonato Rondoniense de 2020 a equipe ficou no Grupo B, junto com Ji-Paraná, União Cacoalense, Pimentense, Barcelona de Vilhena e Guaporé. O time estava em 3° lugar quando o campeonato foi paralisado por causa da pandemia do COVID-19. A fase de grupos não foi retomada, fazendo com que o clube desistisse da disputa do campeonato, junto com o Pimentense. No Campeonato Brasileiro de 2020 - Série D a equipe faz a sua estreia ficando no Grupo 1, junto com Atlético Acreano, Bragantino, Fast Clube, Galvez, Independente de Tucuruí, Ji-Paraná, e Rio Branco. A estreia da equipe foi contra o Bragantino fora de casa, onde a equipe foi derrotada de virada por 3 a 1.
Em 2022, o clube foi campeão da segunda divisão estadual.
Em 21 de outubro de 2023, o clube anunciou o encerramento de suas atividades. A decisão foi tomada pela diretoria do clube devido à falta de apoio público e privado, somada ao desgaste enfrentado pela presidência, sob a liderança de Waldir Kurtz.

## Títulos
| ESTADUAIS | ESTADUAIS                           | ESTADUAIS | ESTADUAIS  |
|           | Competição                          | Títulos   | Temporadas |
| --------- | ----------------------------------- | --------- | ---------- |
|           | Campeonato Rondoniense              | 1         | 2019       |
|           | Campeonato Rondoniense - 2ª Divisão | 1         | 2022       |

## Estatísticas

### Participações
| Competição | Competição             | Temporadas | Melhor campanha     | Estreia | Última | P | R |
| Rondônia   | Campeonato Rondoniense | 4          | Campeão (2019)      | 2018    | 2023   |   | – |
| Rondônia   | Segunda Divisão        | 1          | Campeão (2022)      | 2022    | 2022   | 1 |   |
| Brasil     | Série D                | 1          | 55º colocado (2020) | 2020    | 2020   | – |   |
| Brasil     | Copa do Brasil         | 1          | 1ª fase (2020)      | 2020    | 2020   |   |   |

### Temporadas
Legenda:
| Campeão. Vice-campeão. Semifinalista. Rebaixado. Campeão e promovido à divisão superior. Promovido à divisão superior. |

## Uniformes
- 2022–23[12][13]

| 1° Uniforme | 2° Uniforme | 3° Uniforme |

- 2020[14]

| 1º Uniforme | 2º Uniforme | 3º Uniforme |

- 2019

| 1º Uniforme | 2º Uniforme |

- 2018

| 1º Uniforme | 2º Uniforme |